# Kaple svaté Anny (Starec)
Kaple svaté Anny v západočeské vesnici Starec v okresu Domažlice je novodobá církevní stavba.

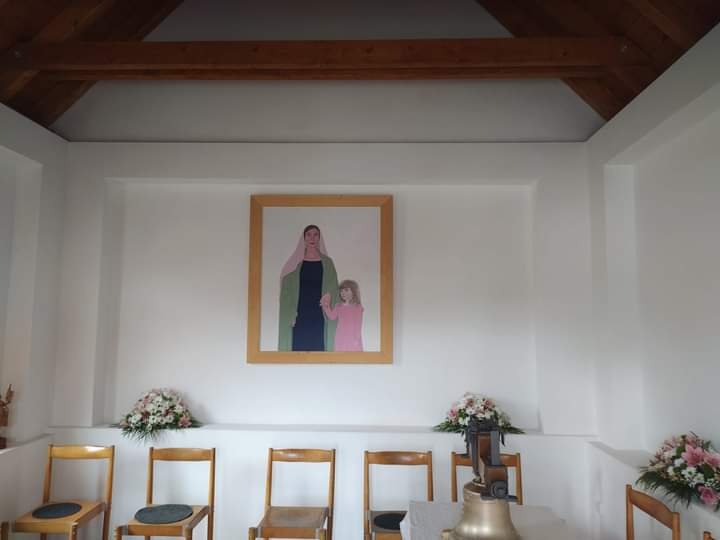
Kaple sv. Anny, Starec
Snímek interiéru před vysvěcením kaple a zavěšením zvonu

## Historie
Již ve 20. letech 20. století stávala u stareckého domu č. p. 24 zvonička, na které se zvonívalo ráno, poledne, večer, úmrtí stareckého občana nebo oznamovaly významné události. Již z této doby jsou ale zaznamenány snahy stareckých občanů o vlastní kapličku. (Nejblíže chodívali do kostela na Tanaberk.)
V obci se tak dosud nenacházela žádná sakrální stavba. V okolí je několik božích muk. Z iniciativy místních občanů tedy došlo k přestavbě bývalého objektu hasičské zbrojnice na kapli. Místní hasiči se přestěhovali do bývalé prodejny Jednoty, kterou odkoupilo město Kdyně a přestavilo jí na novou hasičskou zbrojnici (2017).

## Plány
Na zamýšlenou stavbu byla zpracována studie financovaná městem Kdyně. Na stavbu byl připraven kámen na schody a obložky dveří, Oltářní obraz sv. Anny namaloval starecký rodák, kdyňský malíř Václav Sika. Rám obrazu udělal Jan Vondraš. (Samotný obraz byl dokončen již roku 2018.) 
Odlití zvonů měl na starosti další místní občan Václav Kaiser. 
Zařízení interiéru kaple se chopili místní občané. 
V průčelí stavby bude stát socha sv. Floriana (patrona hasičů v upomínku na původní účel stavby).
Projekt byl jistou dobu ve fázi přípravy a neexistuje k němu ani více oficiálních zdrojů, na svém webu nemělo stavbu kaple zatím ani biskupství plzeňské.

## Realizace
Bývalá zbrojnice byla vymalována, proběhlo osazení nových oken a úprava střechy, na níž byla vystavěna zvonička. 
Došlo k instalaci oltářního obrazu Václava Siky.
K srpnu 2023 je připraven i zvon. Byl odlít českým zvonařem Manouškem působícím v Nizozemí. Váží 22 kg. 
Zvon nese název Svatá Anna a dále nápis: 
'Věnoval Václav Kaiser, Starec 47
STAREC
L. P. 2023
Manoušek Asten Ejisbouts' 
Na svrchní straně je zdoben ornamentovým pásem.

V neděli 30. července 2023 proběhla slavnostní mše a posvěcení kaple celebrované kdyňským duchovním, P. Karlem Adamcem.
Při obřadu byla posvěcena kaple a zvlášť byl posvěcen zvon. 
Zvonaři Manouškové přijeli následně koncem srpna a odborně zavěsili zvon do zvoničky včetně připojení elektronického zařízení. 
Zvon zvoní v poledne a v 18 hodin každý den.